# Michael Kostroff
Michael Kostroff é um ator americano nascido em 22 de maio de 1961 em Nova Iorque.

## Carreira
Michael já participou do filme O mentiroso e, agora atua em Sonny With a Chance como Marshall Pike.